# Scytodes camerunensis
Scytodes camerunensis là một loài nhện trong họ Scytodidae.
Loài này thuộc chi Scytodes. Scytodes camerunensis được Embrik Strand miêu tả năm 1906.